# Кентерберијска катедрала
Кентерберијска катедрала (енгл. Canterbury Cathedral) у Кентерберију, Кент, једна је од најстаријих и најпознатијих хришћанских грађевина у Енглеској и део је Светске баштине. Она је саборна црква надбискупа кентерберијског, поглавара Цркве Енглеске и симболичног вођу светске Англиканске заједнице. Њен званични назив је Катедрала и метрополитенска црква Христа у Кентерберију.
Катедрала је подигнута 597. и потпуно обновљена од 1070. до 1077. Источни крај је значајно увећан почетком 12. века и реконструисан у готичком стилу након пожара 1174, са значајним проширењима на исток да би се сместио све већи број ходочасника који су посећивали гроб Томаса Бекета, надбискупа који је убијен у катедрали 1170. Нормански брод и трансепти су задржани све до краја 14. века, када су срушени да би се направило места за данашње грађевине.